# Chrono champenois-Trophée européen 2009
La 20e édition du Chrono Champenois-Trophée Européen a eu lieu le 13 septembre 2009. La course fait partie du calendrier international féminin UCI 2009 en catégorie 1.1. Elle est remportée par la Britannique Wendy Houvenaghel.

## Classements

### Classement final
| \| Classement général \| Classement général \| Classement général \| Classement général \| Classement général \| \| Coureur \| Coureur \| Pays \| Équipe \| Temps \| \| ------------------ \| ------------------ \| ------------------ \| ------------------------ \| ------------------ \| \| 1re \| Wendy Houvenaghel \| Royaume-Uni \| Grande-Bretagne \| 46 min 01 s \| \| 2e \| Julia Shaw \| Royaume-Uni \| \| + 1 min 06 s \| \| 3e \| Grace Verbeke \| Belgique \| Lotto-Belisol Ladiesteam \| + 1 min 17 s \| \| 4e \| Iris Slappendel \| Pays-Bas \| Pays-Bas \| + 1 min 20 s \| \| 5e \| Bridie O'Donnell \| Australie \| Australie \| + 1 min 21 s \| \| 6e \| Vera Koedooder \| Pays-Bas \| Pays-Bas \| + 1 min 49 s \| \| 7e \| Pascale Schnider \| Suisse \| Cervélo TestTeam \| + 2 min 52 s \| \| 8e \| Lizzie Armitstead \| Royaume-Uni \| Lotto-Belisol Ladiesteam \| + 3 min 09 s \| \| 9e \| Shara Gillow \| Australie \| Australie \| + 3 min 33 s \| \| 10e \| Audrey Cordon \| France \| Vienne Futuroscope \| + 3 min 56 s \| |                   |             |                          |              |
| |                   |             |                          |              |
| Source : Cycling Quotient |                   |             |                          |              |
| Classement général |                   |             |                          |              |
| Coureur | Coureur           | Pays        | Équipe                   | Temps        |
| 1re | Wendy Houvenaghel | Royaume-Uni | Grande-Bretagne          | 46 min 01 s  |
| 2e | Julia Shaw        | Royaume-Uni |                          | + 1 min 06 s |
| 3e | Grace Verbeke     | Belgique    | Lotto-Belisol Ladiesteam | + 1 min 17 s |
| 4e | Iris Slappendel   | Pays-Bas    | Pays-Bas                 | + 1 min 20 s |
| 5e | Bridie O'Donnell  | Australie   | Australie                | + 1 min 21 s |
| 6e | Vera Koedooder    | Pays-Bas    | Pays-Bas                 | + 1 min 49 s |
| 7e | Pascale Schnider  | Suisse      | Cervélo TestTeam         | + 2 min 52 s |
| 8e | Lizzie Armitstead | Royaume-Uni | Lotto-Belisol Ladiesteam | + 3 min 09 s |
| 9e | Shara Gillow      | Australie   | Australie                | + 3 min 33 s |
| 10e | Audrey Cordon     | France      | Vienne Futuroscope       | + 3 min 56 s |